# Jekaterina Alexandrowna Sotschnewa
Jekaterina Alexandrowna Sotschnewa (russisch Екатерина Александровна Сочнева, wiss. Transliteration Ekaterina Aleksandrovna Sočneva, * 12. August 1985 in Moskau) ist eine ehemalige russische Fußballspielerin. Sie stand zuletzt bei Zenit St. Petersburg unter Vertrag und spielte von 2005 bis 2018 für die russische Nationalmannschaft.

## Karriere

### Vereine
Jekaterina Sotschnewa begann ihre Karriere bei Tschertanowo Moskau. Im Jahr 2003 spielte sie in Aserbaidschan bei Gömrükçü Baku. In Russland spielte sie dann für Spartak Moskau, SchWSM Ismailowo Moskau, FC Sorki Krasnogorsk, FK Rossijanka und ZSKA Moskau. Anfang 2020 wurde sie dann von Zenit St. Petersburg verpflichtet. Ende 2021 beendete sie ihre Karriere als Spielerin.

### Nationalmannschaft
Sotschnewa spielte zunächst für die russische U-19-Mannschaft. Am 28. Januar 2005 kam sie bei einem Spiel gegen China erstmals für die russische Nationalmannschaft zum Einsatz. Mit der Nationalmannschaft nahm sie auch am Zypern-Cup 2009 und an der Fußball-Europameisterschaft der Frauen 2009 teil, bei der sie lediglich in einem Gruppenspiel eingewechselt wurde. Bei der Fußball-Europameisterschaft der Frauen 2013 kam sie hingegen in allen drei Gruppenspielen zum Einsatz. Sie spielte auch beim Algarve-Cup 2014 und bei der Fußball-Europameisterschaft der Frauen 2017 für Russland. Bei der Europameisterschaft spielte sie wieder von Beginn an in allen Gruppenspielen.